# 井田ヒロト
井田 ヒロト（いだ ヒロト）は、日本の漫画家。神奈川県出身、中学から群馬県高崎市に在住。

## 略歴
2002年に『月刊少年ガンガン』月例マンガ賞で奨励賞を受賞し、デビュー。同誌掲載の『ドラゴンリバイブ』が初連載。
少年誌での連載当時は独特のハイテンションな作風が売りだったが、ヤング誌に移籍後は心理描写に重点を移し、新境地を模索。
他作家の単行本にも寄稿有。『愛の修羅』（ミツヤオミ）第2巻、『これが私の御主人様』（作：まっつー、画：椿あす）第4巻の巻末漫画。

## 受賞歴
- 2002年 - 月例マンガ賞 新GIガンガン杯4月期 奨励賞「エレキックヘッド」
- 2002年 - 月例マンガ賞 新GIガンガン杯6月期 奨励賞「ベジタブー☆ワンダブー」

## 作品リスト

### 連載作品
- ドラゴンリバイブ（『月刊少年ガンガン』 2003年7月号 - 2004年4月号、全2巻）
- 戦線スパイクヒルズ（原作：原田宗典〈平成トム・ソーヤー〉、『ヤングガンガン』2004年創刊号 - 2007年17号、全7巻）
- 東大を出たけれど 麻雀に憑かれた男（原作：須田良規、『近代麻雀』、『近代麻雀オリジナル』、2006年6月号 - 2010年、全3巻）
  - 東大を出たけれどovertime（原作：須田良規、『近代麻雀』2019年 - 、既刊2巻）
- グラスホッパー（原作：伊坂幸太郎、『コミックチャージ』、全3巻）
- 誰かカフカを守って（新潮社『月刊コミック@バンチ』、全2巻）
- 観測者タマミ（『ヤングエース』 2009年創刊号 - 2010年10月号、全3巻）
- バカが全裸でやってくる（原作：入間人間、『アルティマエース』2011年VOL.1 - 2012年VOL.7／『ヤングエース』2013年1月号・2月号、全2巻）
- お前はまだグンマを知らない（『くらげバンチ』、2013年創刊時 - 2019年5月31日、全11巻） ※WEBマガジン 毎週金曜更新

### 読切作品
- 期末前夜（『ガンガンパワード』、2002年秋季号）
- Full Auto（『月刊少年ガンガン』、2003年3月号）
- 侵入者（『ヤングガンガン』、2007年23号）
- 彼女のエジキ（『ヤングガンガン』、2008年3号）
- 知られてはいけない（『増刊ヤングガンガン』、Vol.04）